# Fakulteta za fiziko v Münchnu
Fakulteta za fiziko v Münchnu (nemško Fakultät für Physik) je fakulteta, ki deluje v okviru Univerze v Münchnu.
Trenutni dekan je Axel Schenzle.